# La progenie
La progenie è un romanzo horror basato sul tema dei vampiri scritto nel 2009 dal regista Guillermo del Toro e da Chuck Hogan. Si tratta del primo capitolo della Trilogia Nocturna, seguito da La caduta e da Notte eterna.
Il libro ed i suoi seguiti furono creati già in un primo momento da Del Toro come serie televisiva, ma il regista non riuscì a trovare un produttore in grado di sponsorizzarla. Fu così che un editore lo portò a metterlo su carta insieme all'aiuto di Chuck Hogan.

## Trama
Un Boeing 777-300ER giunge all'aeroporto JFK senza che però nessun passeggero discenda da esso. I finestrini sono tutti chiusi tranne uno, le luci sono spente e tutte le comunicazioni con l'interno sono silenti. Viene dunque avvertito il CDC, il Centro di Controllo delle Malattie, guidato dal Dr. Ephraim Goodweather, il quale crede fin da subito che si tratti di una minaccia biologica, per la quale si mette immediatamente ad investigare. Così, insieme alla sua collega Nora Martinez, con tutte le precauzioni del caso sale sull'aereo, sul quale tutti appaiono morti a parte quattro persone, tra cui risultano il pilota, un'avvocatessa molto importante, un cantante gotico famoso ed un semplice cittadino di New York. Intanto, nella Harlem a maggioranza latina, un professore di storia, nonché sopravvissuto all'Olocausto, Abraham Setrakian, dentro di lui sa che qualcosa di terribile sta per accadere. Inizia dunque una battaglia apocalittica originatesi a causa di un virus che ha infettato i passeggeri in grado di trasformare tutte le sue vittime in una forma mai vista di vampiri che cominciano ad affollare le strade di New York, guidati dalla loro sete inestinguibile. Accortosi del reale problema, Goodweather si unisce dunque a Setrakian e ad una disparata cricca di guerrieri improvvisati, nella speranza di salvare la città, ma prima di tutto la moglie ed il figlio, dal contagio.

## Personaggi

### Dr. Ephraim Goodweather
Capo della squadra del CDC, Eph è un ex alcolista vicino al divorzio con la moglie ed in piena battaglia per l'affidamento del figlio Zack. Essendo un epidemiologo, egli viene coinvolto nello strano caso del Boeing del JFK, chiamato a risolvere il mistero che si cela dietro di esso. Dopo essersi accorto di come la strana sintomatologia del virus non si ricolleghi con nulla che sia conosciuto dalla scienza, Eph si convince della storia raccontatagli dal vecchio Setrakian, il quale è sicuro di come l'epidemia sia collegata ad un'antica leggenda sui vampiri. Per questo viene screditato dal CDC e ricercato dalla polizia, tenuta sotto controllo dai cospiratori umani che hanno scatenato l'epidemia, tanto che si ritrova costretto a fuggire sia dai mutati che dagli umani stessi.

### Dr. Nora Martinez
Ottima epidemiologa, Nora è la seconda in capo nella squadra del CDC, subito dopo Ephraim. In una relazione complicata con lo stesso dottore, ella deve combattere con la malinconia del suo amante, nonché con il suo attaccamento alla famiglia d'origine. Insieme a lui combatte l'epidemia vampirica.

### Professore Abraham Setrakian
Essendo un Ebreo Armeno fuggito al Campo di Concentramento di Treblinka durante la Seconda Guerra Mondiale, durante la sua prigionia venne a sapere dell'esistenza del Padrone e della sua natura vampirica, scoprendo come le sue capacità di artigiano venissero sfruttate per creare la famosa bara per il riposo del progenitore dell'epidemia. Nelle seguenti sei decadi egli allora impegna la sua vita, sacrificando persino la moglie, nella ricerca della distruzione del Maestro, utilizzando la luce e una spada d'argento come uniche armi. Diviene così un esperto della biologia dei vampiri, reclutando Eph e Nora per distruggerli definitivamente. Il particolare più impressionante è il legame che detiene con un cuore di vampiro conservato nella sua bottega, il quale fu estratto dal corpo della moglie.

### Il Padrone
Come rivelato nella parte finale dell'intera trilogia, il Maestro è uno dei sette vampiri antichi che nacquero dal sangue versato dell'angelo caduto Azrael. Conosciuto come l'arcangelo della morte, Azrael fu consumato dalla sua stessa sete di sangue nata dopo la distruzione da parte sua di Sodoma e Gomorra, tanto che il suo corpo fu distrutto e sezionato in sette parti. La sua gola, parte da cui nacque il Padrone, fu dispersa nelle Migliaia di Isole del Lago Ontario. In guerra con gli altri sei antichi, il Padrone desiderò da subito sottomettere l'intera umanità, per questo fu rinnegato e cacciato. Esule in Europa per secoli, riuscì infine a giungere a New York all'interno della cassa costruita da Setrakian, le cui dimensioni sono ingenti per il fatto che il Maestro si fece parassita di un nobile rumeno del XIX secolo affetto da gigantismo. Attraverso l'aiuto di Eldritch Palmer, un miliardario a cui è stata promessa l'immortalità, il Padrone possiede un indiretto potere politico ed economico che sfrutta per permettere all'epidemia di espandersi voracemente nella città. Tale potere viene addirittura sfruttato per creare la cosiddetta Notte Eterna, uno stato di semioscurità perenne causata dall'inverno atomico dovuto all'esplosione di testate nucleari. Nell'ultimo capitolo della trilogia, il Padrone trasferisce la propria essenza nel corpo di Gabriel Bolivar, uno dei quattro sopravvissuti dell'aereo, rockstar infettata al suo arrivo a New York, ma sogna già di utilizzare come ospite il figlio di Goodweather, Zack. Una volta però che la Gola di Azrael viene localizzata, Mr. Quinlan, il figlio del Padrone, riporta le ceneri degli altri Antichi fin là, portando la resistenza a distruggere l'isola. Così, l'epidemia viene eradicata e la ricomposizione del corpo di Azrael permette all'arcangelo di ascendere nuovamente al paradiso.
L'accolito più fedele del maestro è un vecchio nazista trasformato, Thomas Eichhorst.

### Vasiliy Fet
Sterminatore di ratti ucraino di New York, Fet scopre nel suo lavoro l'epidemia dei Vampiri e si unisce ben presto alla squadra di Setrakian per tentare di debellarla. Per il suo coraggio e il suo orgoglio, diventerà una sorta di figlio adottivo del professore.

### Augustin Elizalde
Membro di una gang appena uscito di prigione, Gus viene attaccato da un vampiro appena trasformatosi e arrestato per aver ucciso la creatura. Avendo scoperto la verità sui vampiri da un incarcerato, anche se per poco tempo, Setrakian, egli si convince di una simile e assurda storia solamente una volta tornato nel proprio quartiere, oramai totalmente infettato. Viene in seguito reclutato dai guardiani degli Antichi come cacciatore diurno e compone una squadra di resistenza composta anche dal gangster dai denti d'argento Alfonso Creem.

## Adattamenti

### Serie televisiva
Nel 2014 è stata trasmessa su FX la prima stagione di The Strain, serie televisiva basata sul romanzo. Le successive stagioni raccontano gli eventi degli altri libri della trilogia.